# Яструб винногрудий
Яструб винногрудий (Accipiter rhodogaster) — хижий птах роду яструбів родини яструбових ряду яструбоподібних. Ендемік Індонезії.

## Опис
Довжина птаха 26–33 см, розмах крил 46–62 см. Виду притаманний статевий диморфізм: самки важать в середньому 264 г, самці 113 г. Верхня частина тіла свинцево-сірого кольору, нижня винно-червоного, стегна сірі. Верхня частина тіла у самок має більш коричнюватий відтінок, нижня частина тіла дещо світліша, на горлі животі і стегнах білі плямки. У молодих птахів верхня частина тіла темно-червоного кольору, хвіст світло-червоний з чорними смугами. Підвид A. r. sulaensis значно меншого розміру. 

## Поширення
Винногрудий яструб є ендеміком індонезійського острова Сулавесі, а також сусідніх островів Муна, Бутон, Пеленг, Сула та інших. Він мешкає в тропічних лісах і мангрових заростях на висоті до 2000 м над рівнем моря. Може мешкати в досить знеліснених районах.

## Таксономія
Виділяють два підвиди:
- A. r. rhodogaster (Schlegel, 1862), поширений на Сулавесі, а також на островах Муна і Бутон;
- A. r. sulaensis (Schlegel, 1866), поширений на Пеленгу, Банггаї та Сулі.

Були спроби виділити третій підвид, A. r. butonensis, однак Міжнародна спілка орнітологів не визнала цей підвид.

## Поведінка
По репродуктивну поведінку або раціон винногрудого яструба відомо небагато. Імовірно, він полює на пташок і ящірок. Зустрічається парами, моногамний.

## Збереження
Це численний вид птахів. МСОП вважає його таким, що не потребує особливих заходів зі збереження.